# قلمرو فوکوشیما
قلمرو فوکوشیما (به ژاپنی: 福島藩, Fukushima-han)، یک هان (حوزه فئودالی) متعلق به دایمیوهای فودای تحت حکومت شوگون‌سالاری توکوگاوا در دوره ادو در ژاپن، واقع در جنوب ولایت موتسو بود. مرکز آن قلعه فوکوشیما در شهر فعلی فوکوشیما در استان فوکوشیما بود.